# ليلى بدر
ليلى بدر (مواليد 20 فبراير 1943) هي عالمة آثار سورية ولبنانية ومديرة المتحف الأثري للجامعة الأمريكية في بيروت.

## سيرتها الشخصية
ولدت ليلى بدر في بيروت والتحقت بالمدرسة الثانوية "سيدات الناصرة" هناك، حصلت على درجة البكالوريوس والماجستير في علم الآثار من الجامعة الأمريكية في بيروت، ثم أكملت شهادة الدكتوراه في جامعة باريس 1 بانثيون سوربون، أنهت رسالتها العلمية -التي كانت بعنوان "التماثيل المجسمة في العصر البرونزي بسوريا"- في عام 1976، ثم نُشرت في عام 1980 وأصبحت كتاب مرجعي حول هذا الموضوع، كما ألقت محاضرة في متحف اللوفر ومعهد العالم العربي في باريس وفي العديد من المؤتمرات الدولية.
عملت بين عامي 1968 و1975 كمساعد باحث في متحف الجامعة الأميركية في بيروت، ومنذ عام 1977 حتى 1979 عملت كعالمة أبحاث في المعهد الفرنسي لعلم الآثار في الشرق الأوسط (IFAPO)، ثم في عام 1992 عملت كمستشارة لقسم التاريخ والآثار في جامعة البلمند.
وقد شغلت ثلاث وظائف للتدريس:
- في الجامعة اللبنانية بين عامي 1978 و1988 كمحاضرة مقيمة في IFAPO.
- محاضرة ضيفة في جامعة بورغندي في بورغندي في عام 1989.
- بعد ذلك أستاذاً زائراً في المدرسة العليا للأساتذة في باريس عام 1991.

وقد أخذت منصبها الأطول والأكثر شهرة كمديرة لمتحف الجامعة الأميركية في بيروت عام 1980، حيث أشرفت على مشروع تجديد شامل هائل في عام 2006، وكانت أيضًا مسؤولة عن إنشاء متحف في سرداب الطابق السفلي المدمر لكاتدرائية القديس جاورجيوس للروم الأرثودكس في وسط بيروت.
تشمل اهتماماتها الحفاظ على التراث والدين وشعوب البحر والأدوات المصقولة يدوياً والعصر البرونزي المتأخر والعصر الحديدي.

## العمل الميداني
قامت ليلى بدر بإدارة العديد من عمليات التنقيب في لبنان (تل الغسيل 1968-74، صرفند 1969-74، عرقة 1978، بيروت تاون سنتر 1993-99، كاتدرائية بيروت سانت جورج 1995-2000، دير كفتون شكا 2004 حتى الآن، صور 2012)، وفي سوريا (أوغاريت 1973، ابن هاني 1977-79، تل كازل 1985-2010)، وفي اليمن (حضرموت 1979-83) ودبي (الولايات المتصالحة 1969-1970).
تشمل الدراسات البارزة دراسات تل كازيل في سوريا من عام 1985 حتى الوقت الحاضر والتي تبحث في سمور القديمة وأصلها، كما قادت ليلى الحفريات الإنقاذية في وسط بيروت، واكتشفت موقع بيروت القديم -الذي ظهر في رسائل تل العمارنة خلال القرن الرابع عشر قبل الميلاد- والموقع الفينيقي لبيروت.

## طالع أيضًا
- جورج العنداري
- قائمة علماء الآثار اللبنانيين
- موريس حافظ شهاب
- مايا حيدر البستاني